# Bartholomäus von der Leyen
Bartholomäus von der Leyen (* im 16. Jahrhundert; † 1587) war Domdechant in Trier und Domherr in Münster.

## Leben
Bartholomäus von der Leyen entstammte dem moselländischen Adelsgeschlecht von der Leyen. Er war der Sohn des Bartholomäus von der Leyen (1485–1540, kurkölnischer Rat, Kanzler, Hofmeister und Amtmann in Andernach) und dessen Gemahlin Katharina von Palandt (1490–1554). Sein Bruder Johann (1510–1567) war Erzbischof und Kurfürst von Trier, Michael kurkölnischer und kurtrierischer Rat sowie Domherr zu Münster und Georg Domherr in Trier sowie Archidiakon in Trier und Karden.
Bartholomäus erhielt im Jahre 1532 ein Domkanonikat in Trier. 1541 wurde er hier Domkapitular und acht Jahre später Domscholaster. Zum Domdechanten wurde er im Jahre 1567 gewählt. Am 10. Juni 1559 erhielt Bartholomäus auf Präsentation des Domherrn Dietrich von der Recke die Dompräbende seines Bruders Michael. Er war auch Propst im Dom zu Limburg. Bischof Bernhard von Raesfeld erteilte ihm und den Domherren Wilhelm Ketteler und Gottfried von Raesfeld
am 18. März 1566 die Vollmacht zur Vertretung auf dem Augsburger Reichstag. Bartholomäus war Besitzer der Obedienz Ladbergen. Am 1. August 1582 verzichtete er zugunsten des Lothar von Metternich auf seine Pfründe.